# 琴平急行電鉄デ1形電車
琴平急行電鉄デ1形電車（ことひらきゅうこうでんてつデ1がたでんしゃ）は、琴平急行電鉄が同社路線の開業に際して1930年（昭和5年）に導入した電車（制御電動車）である。
金刀比羅宮への参拝客輸送を目的として、1930年（昭和5年）4月に坂出 - 電鉄琴平間で営業を開始した琴平急行電鉄線にて運用する目的で、日本車輌製造本店において計6両が新製された。
その後、デ1形電車は琴平急行電鉄線が不要不急線に指定され営業休止となったことに伴って1944年（昭和19年）3月に名古屋鉄道（名鉄）へ譲渡され、同社モ180形電車として1973年（昭和48年）まで運用された。
以下、本項ではデ1形電車を「本形式」と記述し、琴平急行電鉄在籍当時から名鉄への譲渡後の動向にかけて詳述する。

## 車体外観・内装
車体長11,035 mm・車体幅2,440 mmの、構体四周など一部を除いてリベットを廃した溶接工法によって製造された小型半鋼製車体を備える。
緩い円弧を描く丸妻形状の前後妻面にそれぞれ運転台を設けた両運転台仕様で、妻面には3枚の前面窓を均等配置し、貫通扉などを持たない非貫通構造とした。側面には乗務員扉を設置せず、乗務員スペースに相当する箇所に側窓を各1枚設け、1,000 mm幅の片開客用扉を片側2箇所、客用扉間には側窓8枚をそれぞれ配し、側面窓配置は1D8D1（D：客用扉）である。前面窓および戸袋窓を除く側窓はいずれも落とし窓方式の一段窓で、客用扉間の開閉可能な側窓の外部には保護棒を設置し、また側面腰板部には行先表示板掛（サボ掛）が設置された。車体塗装は濃茶色1色塗りである。屋根上の通風器（ベンチレーター）はガーランド式のものを左右2列配置し、左右4基ずつ1両あたり計8基搭載した。
なお、本形式の車体各部寸法など基本設計は、現在の西日本旅客鉄道可部線を敷設・運営した事業者である広浜鉄道が、1928年（昭和3年）に同じく日本車輌製造本店において新製した1形電車と同一である。ただし両者は細部には相違点を有し、たとえば前後妻面の前照灯の設置位置については、広浜鉄道1形が前面中央窓下の幕板部へ1灯設置していたのに対して、本形式は前面屋根部中央に取付ステーを介して1灯設置した点が異なる。
車内はロングシート仕様で、座席表皮（シートモケット）色は青色系とした。車内照明は白熱灯式で、客室スペースに4灯・乗務員スペースに前後各1灯ずつの計6灯設置した。車内天井部にはつり革を設け、客用扉間の側窓上部には荷棚を設置した。

## 主要機器
琴平急行電鉄線の輸送需要を勘案して本形式は単行運転を前提に設計され、制御方式は直接式とされた。各運転台には直列4ノッチ・並列4ノッチの計8段の力行ノッチを備える日立製作所DR-BC-447直接制御器が設置され、直並列組合せ抵抗制御による速度制御を行う。
主電動機は同じく日立製作所製のHS-254-D直流直巻電動機（端子電圧600 V時定格出力50 kW≒65 HP）を1両あたり2基、歯車比3.35 (67:25) で搭載し、駆動方式は吊り掛け式である。
台車は日本車輌製造製の形鋼組立形釣り合い梁式台車D12を装着する。同台車の固定軸間距離は2,000 mm、車輪径は860 mmである。
制動装置はSM-3直通空気ブレーキを常用、その他手用制動および直接制御器の操作によって動作する非常用発電制動を併設する。
集電装置は日立製作所製のN形と称する横碍子型の小型菱形パンタグラフを採用、一端の屋根上に1両あたり1基搭載した。
連結器はシャロン下作用式の並形自動連結器を採用、前後妻面下部に設置した。

## 運用

### 琴平急行電鉄在籍時
本形式は開業前年の1929年（昭和4年）10月30日付で設計認可申請を行い、1930年（昭和5年）3月31日付で認可され、翌4月1日付で6両分の竣功届が提出されている。同6両の記号番号はデ1 - デ3・デ5 - デ7とされ、「デ4」は忌み番号として当初より欠番とされた。
その後、1935年（昭和10年）1月19日付でデ6をデ8と改番した。これは同車が就役直後の1930年（昭和5年）9月に発生した坂出駅構内の車止めへの衝突事故を皮切りに、以降合計5度の事故を起こしたことから、縁起を担ぐ意味合いで改番を実施したものとされる。
金刀比羅宮への参拝客輸送を目的として開業した路線は、琴平急行電鉄線のほか、1922年（大正11年）に開業した琴平参宮電鉄、1927年（昭和2年）に開業した琴平電気鉄道（現・高松琴平電気鉄道）の2路線があり、さらに鉄道省の運営する土讃線を含めると計4路線が競合する状態であった。そのうち最も遅く開業した琴平急行電鉄線は、営業成績が開業当初より低迷し、苦しい経営を強いられた。そして太平洋戦争の激化に伴って、琴平急行電鉄線は金属類回収令（鉄材供出）に基く不要不急線に指定され、1944年（昭和19年）1月に営業を休止した。
路線休止によって用途を失った本形式は、沿線に多くの軍需関連施設を抱え、戦時体制下において輸送力増強が急務であった名古屋鉄道（名鉄）へ全6両が譲渡された。書類上は1944年（昭和19年）3月7日付認可で譲渡されたこととなっているが、名鉄側に残る記録では前年の1943年（昭和18年）6月購入とあり、実際には書類上の路線休止年月である1944年（昭和19年）1月以前より営業を休止していた可能性が指摘されている。

### 名古屋鉄道への譲渡後
譲渡後のデ1形1 - 3・5・7・8は、名鉄においてはモ180形の形式称号およびモ181 - モ186の記号番号が付与された。
導入に際してはパンタグラフを名鉄における標準機種であった東洋電機製造PT-7へ換装した程度の小改造に留められ、当時架線電圧が直流600 V規格であった尾西線において運用を開始した。当時の尾西線は、尾西線を敷設・運営した尾西鉄道発注のモ100形（初代）など高経年の木造車によって運行されており、小型車ながら比較的経年の浅い半鋼製車体を備える本形式は琴平急行電鉄にちなんだ「こんぴらさん」の愛称で呼称され、利用者や現場から歓迎されたという。また戦中戦後の混乱期においては、構造の単純な直接制御仕様の本形式は間接制御仕様の他形式と比較して故障が少なく、尾西線の輸送力維持に貢献した。
1948年（昭和23年）5月に実施された西部線各路線の架線電圧1,500 V昇圧工事完成に伴って、従来幹線系統において運用された従来車各形式のうち、昇圧改造対象から外れた各形式は架線電圧600 Vのまま存置された支線区へ転用された。その影響により本形式は尾西線における運用から撤退し、竹鼻線へ転用された。同時期にはモ186が主電動機を従来車の発生品であるウェスティングハウス・エレクトリック (WH) 製のWH-546-J（端子電圧600 V時定格出力48.49 kW）に換装し、さらにDR-BC-477直接制御器に代わってイングリッシュ・エレクトリック (EE) 製のM-15-C自動加速制御装置を床下に搭載、間接自動制御（AL制御）仕様に改められた。
さらに1952年（昭和27年）12月の尾西線の架線電圧1,500 V昇圧工事完成に伴う車両転配に際して、本形式は揖斐線系統に在籍する4輪単車各形式の代替を目的として、全車とも1953年（昭和28年）8月から同年9月にかけて順次転属した。転属に際しては、揖斐線系統においては連結運転を行うため、これまで琴平急行電鉄在籍当時の仕様のまま運用されたモ181 - モ185についても主要機器の改造が実施された。前記5両はモ186と同じくM-15-C制御装置を床下に搭載してAL制御化され、制動装置はモ186を含む6両全車とも従来のSM-3直通空気ブレーキに連結運転を考慮して非常弁を追加したSME非常直通空気ブレーキへ改められた。その他、揖斐線系統の各駅のプラットホーム高を考慮して客用扉下部にステップが新設されている。
なお、モ181 - モ185の間接制御化によって発生した5両分のDR-BC-477直接制御器は、岐阜市内線用の路面電車車両モ570形574・575、およびモ580形581 - 583の新製に際して転用された。
その後、1966年（昭和41年）に主電動機の仕様が異なるモ186が主要機器の予備品確保を目的として電装解除・制御車化され、ク2160形2161と形式および記号番号を改めた。1969年（昭和44年）12月にはモ181 - モ183が片側の運転台を撤去して片運転台構造に改められたほか、モ600形（2代）の新製に際して従来装着したD12台車を同形式へ供出するため台車交換が実施され、同時期に廃車となった木造車の発生品である住友製鋼所ST-9（モ181・モ183）およびブリル27-MCB-1（モ182）にそれぞれ換装された。
翌1970年（昭和45年）7月27日付でク2161が除籍され、モ181 - モ183と同じくD12台車をモ600形（2代）へ供出した。残るモ181 - モ185についても、当時架線電圧600 V路線区であった瀬戸線への3700系（2代）導入に伴って余剰となったモ700形・モ750形・ク2320形の各形式が揖斐線系統へ転用されたことにより、1973年（昭和48年）12月25日付で全車除籍され、本形式は形式消滅した。
廃車後、モ185が車体のみ存置され、岐阜検車区（岐阜工場）の裏手において1995年（平成7年）頃まで倉庫代用として用いられたほか、モ600形（2代）へ転用された計4両分のD12台車は、該当するモ603 - モ606のうち同形式中最後まで残存したモ606が2005年（平成17年）3月31日付で廃車となるまで現存した。また、モ570形およびモ580形へ転用されたDR-BC-477直接制御器は、後年豊橋鉄道へ譲渡され同社モ3200形3202・3203となった元名鉄モ580形581・582に搭載された2両分が2013年（平成25年）8月現在も継続使用されており、琴平急行電鉄デ1形に由来する唯一の現存物となっている。